# Androcymbium hantamense
Androcymbium hantamense är en tidlöseväxtart som beskrevs av Adolf Engler och Friedrich Ludwig Diels. Androcymbium hantamense ingår i släktet Androcymbium och familjen tidlöseväxter. Inga underarter finns listade i Catalogue of Life.